# Объединение (структура данных)
В информатике объединение (англ. union) представляет собой значение или структуру данных, которое может иметь несколько различных представлений.
В сильно типизированных языках тип объединение соответствует понятию тип-сумма из теории типов, то есть требует использовать разные конструкторы для значений разных типов.
В слабо типизированных языках, таких как C и C++, тип объединение реализует каламбур типизации, то есть обеспечивает интерпретацию одного и того же значения в соответствии с разными типами.
В зависимости от конкретного языка и типа, значение объединения может использоваться в таких операциях как присваивание или сравнение в отрыве от информации о конкретном типе или с требованием её наличия.

## Пример на Си
```
union
 
Some
 
{

    
int
 
i
;

    
double
 
a
;

};

```

Это объединение хранит либо целое число (переменная i), либо число с плавающей точкой (переменная a). В Cи и C++ объединение реализовано как разновидность структуры, к нему обращаются так же, как и к структуре: через символ «->» при использовании указателя, или «.» при использовании обычной переменной.
Можно усложнить пример, сделав объединение частью структуры, и тогда обращаться надо будет уже через структуру, то есть:
```
struct
 
STRX
 
{

   
int
 
i
;

   
Some
 
v
,
 
*
w
;

}
 
a
,
 
*
b
;

```

Рассмотрим способы обращения к объединению, заданные через указатели, переменные и смешанным образом:
```
a
.
v
.
i
 
=
 
123
;

b
->
v
.
i
 
=
 
123
;

a
.
w
->
i
 
=
 
123
;

b
->
w
->
i
 
=
 
123
;

```

Есть возможность сделать объединение безымянным:
```
struct
 
STRX
 
{

    
int
 
j
;

    
union
 
{

        
int
 
i
;

        
double
 
a
;

    
};

}
 
a
;

```

При этом обращение упрощается:
```
a
.
i
 
=
 
123
;

a
.
a
 
=
 
4.5
;

```